# Gmina Ringkøbing
Gmina Ringkøbing (duń. Ringkøbing Kommune) – w latach 1970–2006 (włącznie) jedna z gmin w Danii w ówczesnym okręgu Ringkjøbing Amt.
Siedzibą władz gminy było miasto Ringkøbing.
Gmina Ringkøbing została utworzona 1 kwietnia 1970 na mocy reformy podziału administracyjnego Danii. Po kolejnej reformie administracyjnej w roku 2007 weszła w skład nowej gminy Ringkøbing-Skjern.
Najważniejsze miejscowości w obrębie gminy to Ringkøbing, Vedersø, Tim, Stadil, Torsted, Hee, Hover, Muldbjerg, No, Ølstrup, Velling i Hølmark.

## Dane liczbowe
- Liczba ludności: (♀ 8949 + ♂ 8941) = 17 890
  - wiek 0-6: 9,1%
  - wiek 7-16: 15,0%
  - wiek 17-66: 62,8%
  - wiek 67+: 13,1%
- zagęszczenie ludności: 44,7 osób/km²
- bezrobocie: 3,7% osób w wieku 17-66 lat
- cudzoziemcy z UE, Skandynawii i USA: 129 na 10 000 osób
- cudzoziemcy z krajów Trzeciego Świata: 251 na 10 000 osób
- liczba szkół podstawowych: 8 (liczba klas: 111)